# کمربند مرکزی (اسکاتلند)
کمربند مرکزی (به انگلیسی: Central Belt)، منطقهٔ با بالاترین تراکم جمعیت در اسکاتلند است. این منطقه با جمعیتی در حدود ۳٫۵ میلیون مساحت تقریبی ۱۰٬۰۰۰ کیلومتر مربع را که شامل گلاسکوی بزرگ، ایرشایر، فالکرک، ادینبورو، لوتیان و فایف است در بر می‌گیرد.
بر خلاف نام آن، این منطقه از نظر جغرافیایی مرکزی نیست، اما است با این وجود کم‌وبیش بر روی یک نقشه معمولی در "کمر اسکاتلند است و اصطلاح «مرکزی» در بسیاری از ارجاعات دولت‌های محلی، پلیس و سازمان‌های غیردولتی استفاده واقع شده‌است.
در گذشته این منطقه به عنوان «میدلندز» یا «میدلندزِ اسکاتلند» شناخته شده‌بود، اما این اصطلاح دیگراز مد افتاده‌است.
کمربند مرکزی بین اسکاتلند کوهستانی در شمال و مناطق بلندی‌های جنوبی در جنوب قرار دارد.

## کمربند مرکزی بزرگ
کمربند مرکزی بزرگ ذوزنقه‌ای است که از داندی، به ایر، و دامبرتون به دانبار امتداد یافته‌است. این همچنین در مناطق نسبتاً پر جمعیت مانند آیرشایر، فایف، میدلوتیان و شرق Lothian طول می‌کشد. این منطقه شامل تمام شهرستانهای عمده یاز اسکاتلند، به جز برای ابردین و اینورنس که در شمال کشور واقع شده‌اند هست.